# Paleo Faliro
Paleo Faliro (griechisch Παλαιό Φάληρο, Katharevousa Paleon Faliron, Παλαιόν Φάληρον (n. sg.)) ist eine griechische Stadt und Gemeinde (Dimos Paleou Falirou, Δήμος Παλαιού Φαλήρου) im Regionalbezirk Athen-Süd der Region Attika. Die nur aus der Stadt Paleo Faliro bestehende Gemeinde ist Bestandteil der Metropolregion Athen und zählt zu den südlichen bzw. südwestlichen Vorstädten der griechischen Hauptstadt.
In der Antike war das Gebiet von Paleo Faliro der Hafen von Athen. Im Gegensatz zur heutigen Bezeichnung Paleo Faliro wurde die Bezeichnung Phaleron (neugriechisch Φάληρο, altgriechisch Φάληρον) verwendet. Das Gebiet des antiken Phaleron schließt in der Gegenwart Neo Faliro (Νέο Φάληρο), einen Stadtteil von Piräus, sowie die Gemeinden Moschato und Kallithea mit ein.

## Geographie
Das Gemeindegebiet von Paleo Faliro liegt unmittelbar an der Nordküste des Saronischen Golfs, der zugleich die Südküste der Halbinsel Attika bzw. der Ebene von Attika (Lekanopedio Attikis) ist, zwischen den Mündungen des Ilisos und des Rema Pikrodafnis. Inmitten der Ebene, etwa 6 km von der Küste in nordnordöstlicher Richtung, liegt das Zentrum der griechischen Hauptstadt Athen. Die Bucht von Faliro (ältere Bezeichnung „Bucht von Phaleron“), welche sich vom östlichen Teil der Halbinsel von Piräus (Neo Faliro) bogenförmig nach Ostsüdost erstreckt, grenzt in ihrem östlichen Teil sowie in dem Landvorsprung, welcher die Bucht nach Osten abschließt, an die Stadt Paleo Faliro. Zwischen Paleo Faliro und Piräus teilen sich die Gemeinden Moschato und Kallithea die Küstenlinie der Bucht in ihrem mittleren und westlichen Teil. Der nach Süden in den Saronischen Golf ragende Landvorsprung sowie die Gebiete östlich, nordöstlich und nördlich von diesem werden vom Gebiet der Gemeinde Paleo Faliro eingenommen.
Im Norden grenzt Paleo Faliro an die Gemeinde Kallithea. Diese Grenze wird durch den Verlauf der Hauptverkehrsstraße Leoforos Syngrou (nach Athen führend) markiert. Im Norden und Nordosten grenzt Paleo Faliro an die Gemeinde Nea Smyrni, im Osten an die Gemeinde Agios Dimitrios und im Südosten an die Gemeinde Alimos. Die südliche, südwestliche, westliche und nordwestliche Begrenzung der Gemeinde bildet der Saronische Golf mit dem östlichen Teil der Bucht von Faliro. Das gesamte Stadtgebiet von Paleo Faliro ist eben und fällt flach zur Bucht von Faliro bzw. zum Saronischen Golf hin ab.

## Geschichte

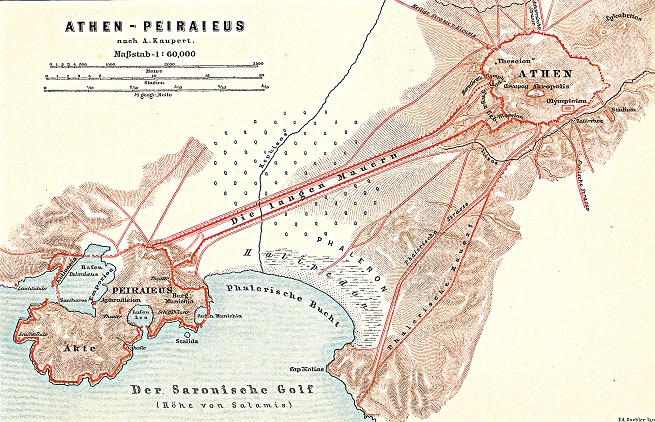
Lange Mauern von Athen nach Piräus und Phaleron in antiker Zeit

Bis zum Ausbau des Hafens von Piräus durch Themistokles im 5. Jahrhundert v. Chr. war der Phaleron der einzige Hafen von Athen. Zum Schutz des Hafens war Phaleron durch eine Mauer mit der weiter landeinwärts liegenden Stadt Athen verbunden. Alle mythischen Ausfahrten der Athener – Troja, Kreta – sind vom Hafen Phaleron ausgegangen und mit Phaleros hatte der Ort einen mythischen Eponymos. Pausanias erwähnt den Hafen Phaleron in seiner Beschreibung Griechenlands: Dort liege das Meer am wenigsten weit von der Stadt entfernt; Menestheus sei von dort mit seinen Schiffen nach Troia gefahren, Theseus nach Kreta zu Minos.
Nach dem Ausbau des Hafens von Piräus verlor der Hafen von Phaleron an Bedeutung, da nach Pausanias Themistokles den Hafen von Piräus mit drei Hafenbecken als für die Schifffahrt geeigneter hielt als den Hafen von Phaleron mit einem Hafenbecken. Aus dem Ort stammte der athenische Philosoph und Staatsmann Demetrios von Phaleron.

### 20.Jahrhundert
Die Entwicklung der Verkehrsinfrastruktur veränderte ab dem Ende des 19. Jahrhunderts den ursprünglichen landwirtschaftlich geprägten Küstenort und seine Umgebung. Die Einwohner lebten von der Landwirtschaft, Viehzucht und in geringerem Umfang vom Fischfang. Neben dem Getreideanbau wurde auch Weinbau und in geringem Umfang Fischfang betrieben. Eine von Pferden gezogene Straßenbahn nahm 1883 den Betrieb zwischen dem Küstenort und Athen auf. Sie wurde im ersten Jahrzehnts des 20. Jahrhunderts elektrifiziert. Im Jahr 1900 wurde der erste Zoologische Garten Griechenlands eröffnet. Wegen wirtschaftlicher Probleme während des Ersten Weltkrieges musste der Betrieb 1916 eingestellt werden.
Nach etwa 1915 ließen einige wohlhabende Familien in Meeresnähe Villen errichten. Wegen der raschen Entwicklung wurde der Ort 1925 zur Landgemeinde (Κοινότητα Παλαιού Φαλήρου Kinotita Paleou Falirou). Mit der Eröffnung der Flugbootlinie von Brindisi über Athen nach Istanbul am 1. August 1926 durch Aero-Espresso Italiana und später zur damals italienischen Dodekanesinsel Rhodos wurde Paleo Faliro zum Standort. Im Jahr 1942 erhielt Paleo Faliro den Status einer Stadtgemeinde (Δήμος Παλαιού Φαλήρου Dimos Paleou Falirou). Während des Zweiten Weltkrieges operierten von 1941 bis 1944 deutsche Seenotflieger von Phaleron aus.
Nach dem Zweiten Weltkrieg ließen sich vermehrt wohlhabende Familien nieder, zahlreiche Landhäuser entstanden. Infolge des Pogroms von Istanbul 1955 siedelten sich viele griechische Einwanderer aus Istanbul in Paleo Faliro an. Der Zuzug weiterer Griechen aus Istanbul vor allem nach 1974 führte zu Änderungen in Wohnungspolitik. Viele Villen wurden abgerissen, an ihrer Stelle entstanden mehrstöckige Wohngebäude. Der heutige Anteil von Griechen mit Herkunft aus Istanbul von etwa 25 % hat auch das Wirtschafts-, Sport- und Kulturleben beeinflusst.
Einwohnerentwicklung von Paleo Faliro
| Jahr         | 1920 | 1928 | 1940 | 1951   | 1961   | 1971   | 1981   | 1991   | 2001   |
| ------------ | ---- | ---- | ---- | ------ | ------ | ------ | ------ | ------ | ------ |
| Paleo Faliro | 2245 | 7110 | 8302 | 12.894 | 22.157 | 35.066 | 53.273 | 61.371 | 64.579 |

Alexandros Grigoropoulos wurde auf dem örtlichen Friedhof beerdigt.

## Verwaltung und Politik
Die Stadt Paleo Faliro ist der einzige Gemeindeteil des Dimos Paleo Faliro. Die Gemeindestruktur blieb durch die griechischen Kommunalverwaltungsreform 1997 sowie durch die Verwaltungsreform 2010 unangetastet. Der Gemeinde übergeordnet ist die Region (periferia) Attika.

## Wirtschaft, Infrastruktur und Verkehr

### Verkehr

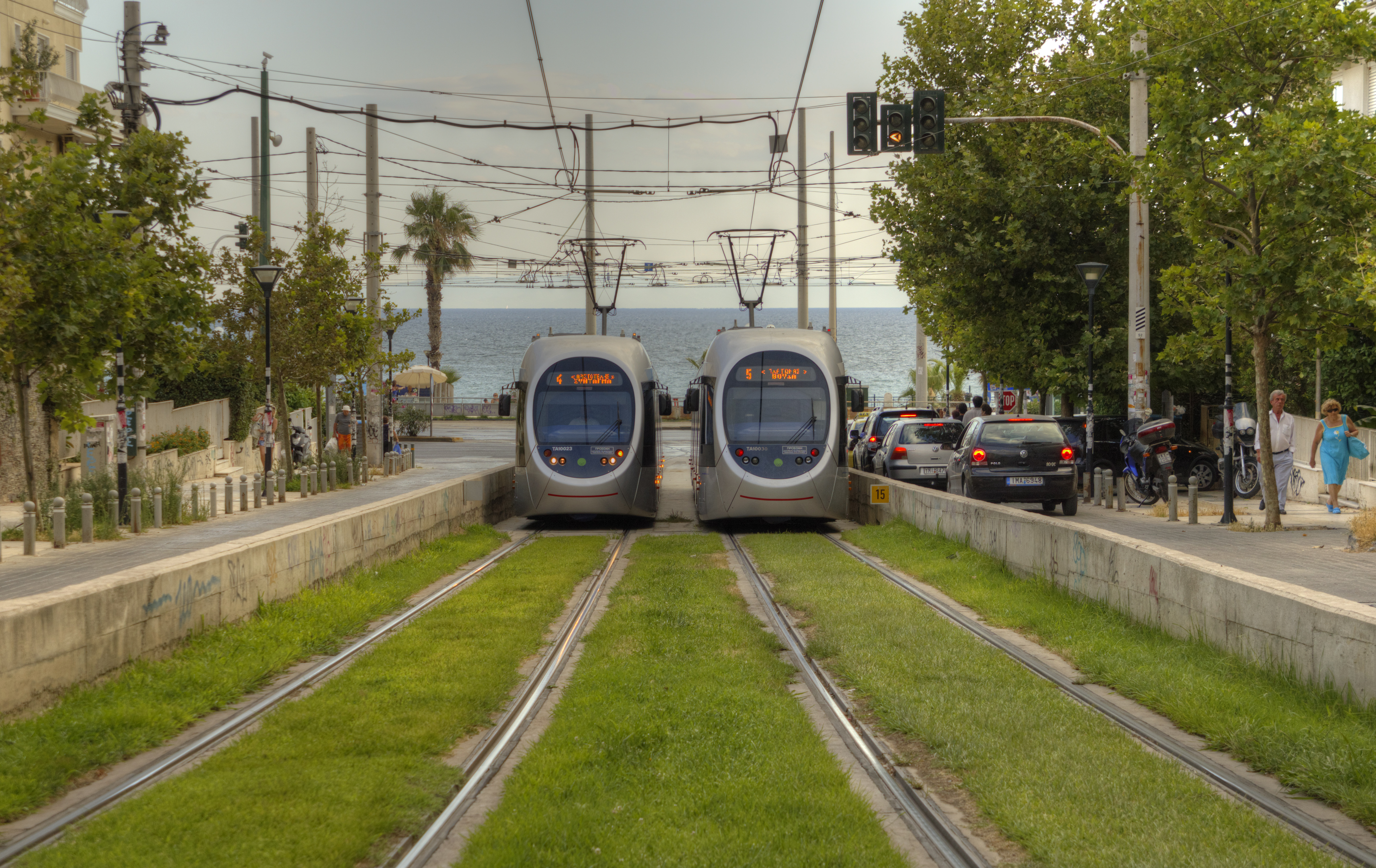
Zwei Trams der Straßenbahn Athen in Paleo Faliro

In der Antike besaß das Gebiet von Paleo Faliro und Neo Faliro als Phaleron vor Ausbau von Piräus als Hafen des Stadtstaates Athen enorme Bedeutung für den Schiffsverkehr: es war der einzige Hafen von Athen, dessen militärische Stärke auf einer starken Flotte basierte. Bereits nach dem Ausbau des Hafens von Piräus sank die Bedeutung des Schiffsverkehrs für Paleo Faliro stark ab. In der Gegenwart ist Paleo Faliro ein großer Hafen (Marina) für Yachten. Eine Bedeutung für den Fährverkehr oder für Transportschiffe besitzt Paleo Faliro nicht.
Der Straßenverkehr trägt wie im übrigen Griechenland auch die Hauptlast des individuellen wie auch des öffentlichen und gewerblichen Verkehrs. Paleo Faliro ist dabei einer der wichtigsten Kreuzungspunkte von Hauptverkehrsstraßen im Ballungsraum Athen-Piräus. Im Stadtzentrum von Paleo Faliro treffen die aus dem Osten (Lavrio, Vouliagmeni, Varkiza, Glyfada, Elliniko) kommende Nationalstraße 91 (Leoforos Posidonos) und die direkt in das Stadtzentrum von Athen führende Hauptverkehrsstraße Leoforos Syngrou (Leoforos Andreas Syngrou) aufeinander. Die Kreuzung selbst wie auch die zuführende Nationalstraße 91 (Leoforos Posidonos) und der Leoforos Syngrou sind autobahnähnlich ausgebaut. Der vom Südosten der Halbinsel Attika nach Piräus und in das südliche Stadtgebiet von Athen anfallende Straßenverkehr nutzt hauptsächlich diese Verkehrsachse.
Nach der Einmündung des Leoforos Syngrou in die Nationalstraße 91 (Leoforos Posidonos) führt die Nationalstraße 91 entlang der Küste von Paleo Faliro weiter nach Westen in Richtung Dafni und Piräus und trifft im weiteren Verlauf auf die Nationalstraße 1 (Leoforos Kifissou) als Fortsetzung der Autobahn 1 (Athen-Lamia-Larisa-Thessaloniki-Evzoni; Europastraße 75) sowie die Nationalstraße 8a bei Dafni. Von dort aus führt die Autobahn 8 nach Korinth und Patras auf der Peloponnes. Somit kreuzen und vereinigen sich teilweise im Stadtgebiet von Paleo Faliro die Verkehre von der Peloponnes und Westattika nach Ostattika und den südlichen und südöstlichen Stadtbezirken sowie Vororten von Athen einerseits und die Verkehre von Paleo Faliro nach Athen andererseits. Entlang des Leoforos Syngrou liegen die einwohnerstärksten Städte und Gemeinden des Ballungsraums Athen, Nea Smyrni, Kallithea und Paleo Faliro selbst.

## Persönlichkeiten
- Markos Chatzikyriakis (* 1974), Snowboarder